# Ravellenflue und Chluser Roggen

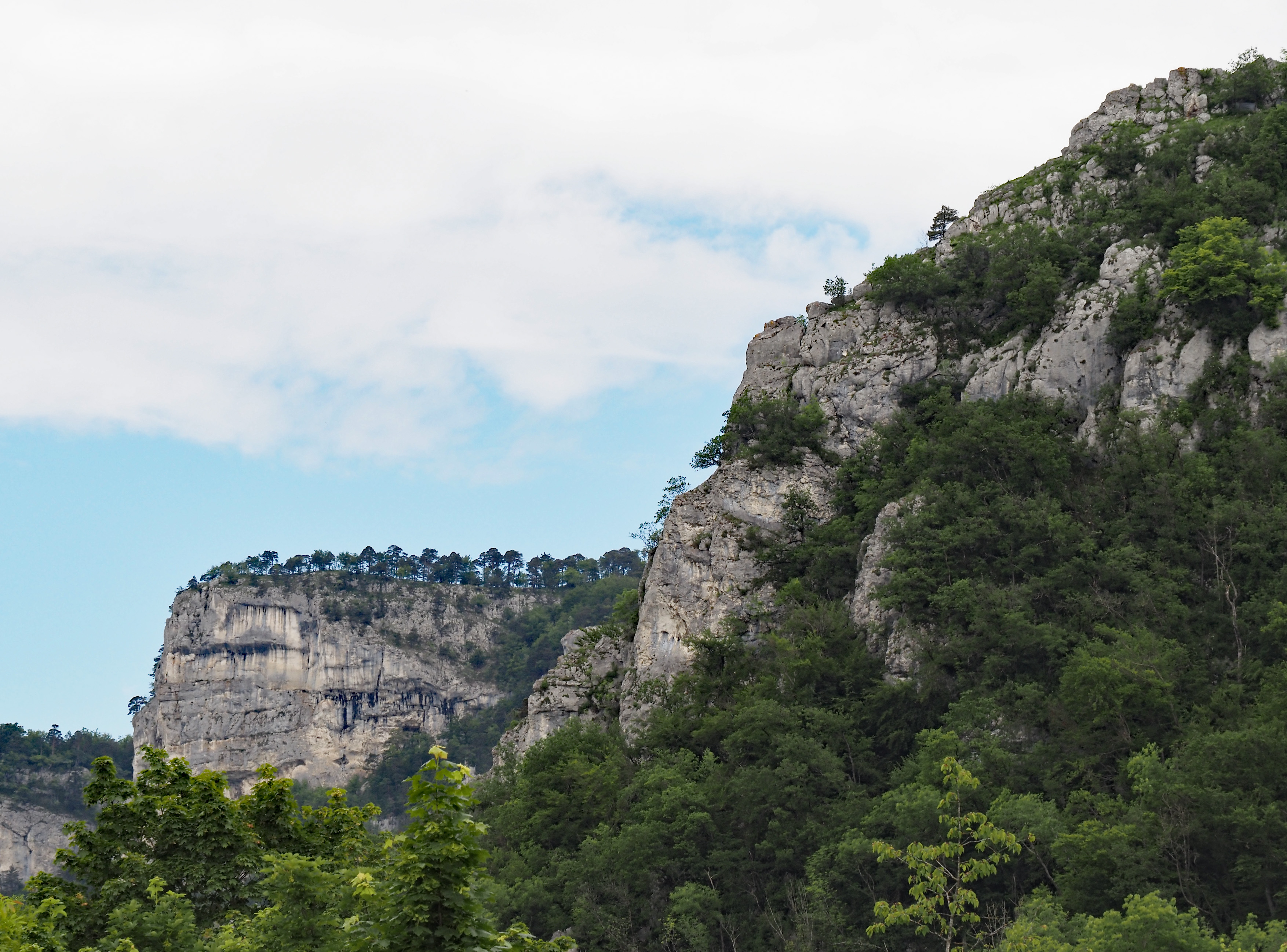
Ravellenfluh (rechts)
und Chluser Roggen (links)

Der Naturraum mit der Bezeichnung «Ravellenflue und Chluser Roggen» ist ein Schweizer Landschaftsschutzgebiet gemäss dem Bundesinventar der Landschaften und Naturdenkmäler von nationaler Bedeutung (BLN). Das im Inventarwerk definierte BLN-Objekt Nummer 1020 mit einer Fläche von 292 Hektaren liegt im Solothurner Abschnitt des Juragebirges.
Nur wenige Kilometer entfernt befindet sich das nächste BLN-Objekt «Belchen-Passwang-Gebiet». Der nördliche Teil des Landschaftsschutzgebiets «Ravellenflue und Chluser Roggen» gehört auch zum Naturpark Thal.

## Geografie

Historische Fotografie aus der Ebene bei Oensingen zu den Felsformationen der Klus (ETH-Bibliothek)

Das Landschaftsschutzgebiet erstreckt sich über die östliche Flanke der grossen Juraklus, die zwischen Balsthal und Oensingen als Quertal die hohe Weissenstein-Schwengimatt-Roggen-Antiklinale (Aufwölbung) des Faltenjuras durchtrennt und durch welche die Dünnern aus der Synklinale des Bezirks Thal gegen Südosten zum Jurasüdfuss fliesst. Die 2,5 Kilometer lange Lücke durchschneidet das Bergmassiv bis zum flachen Talboden, der im Felsengnis bei der Siedlung Klus, einem Ortsteil von Balsthal, auf der Höhe von 478 m ü. M. und bei Oensingen auf etwa 465 m ü. M. liegt. Der ursprüngliche Talweg des während der Auffaltung des Juragebirges entstandenen Quertals sank zum Jurasüdfuss hin stärker ab, wo die Dünnern zuerst in eine tiefe Rinne vor dem Gebirge, den sogenannten «Bipper Trog», mündete. Als im Eiszeitalter jedoch die Gletscherflüsse vor dem Jura mächtige Schotterschichten ablagerten und die Senke zuschütteten, wurde auch der südliche Abschnitt des Quertals bei Oensingen mit Sedimenten aufgefüllt.

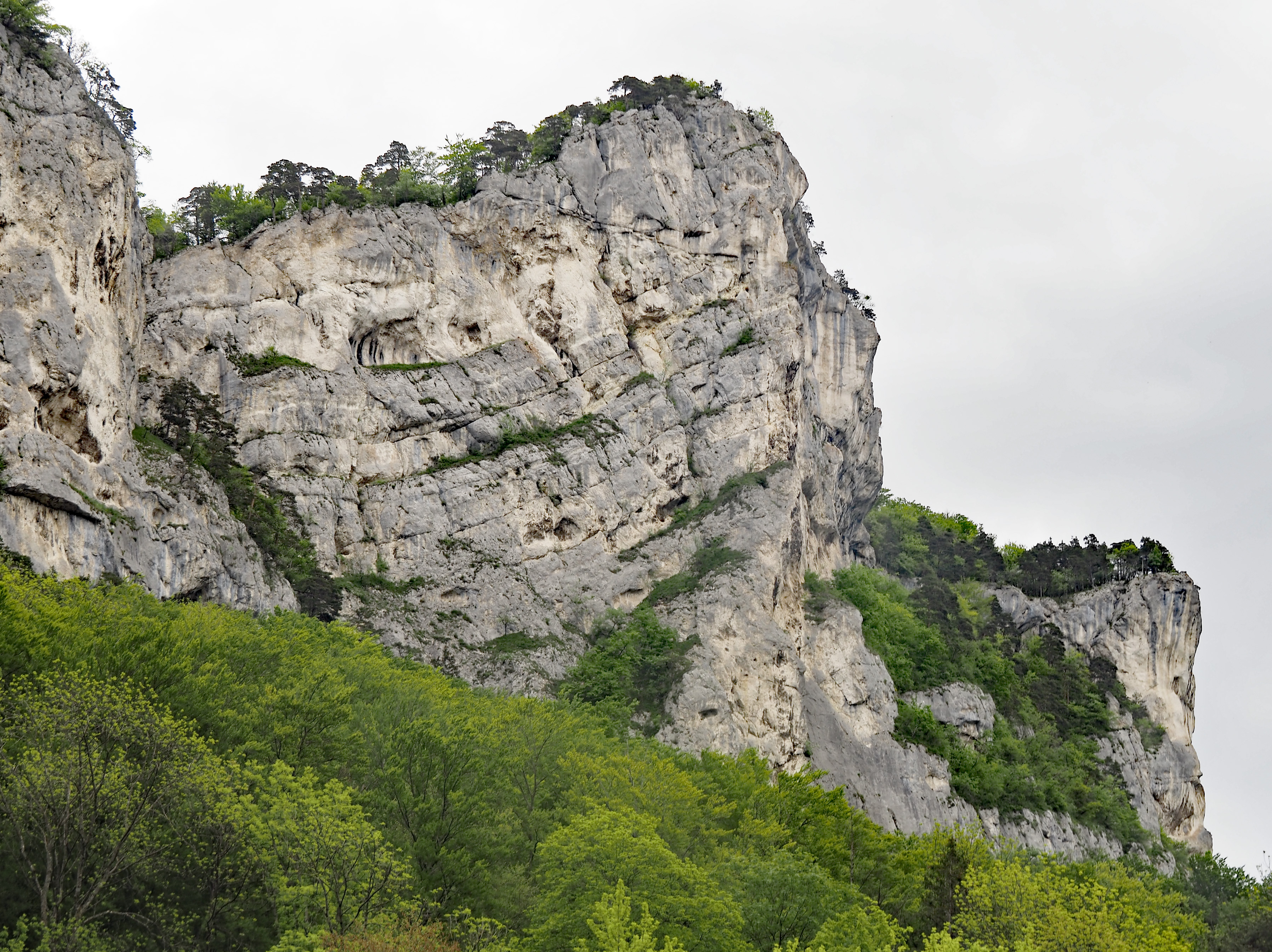
Westwand des Chluser Roggen

Der gegenüberliegende, südwestliche Berghang des Quertals, rechts von der Dünnern bis zur Wannenfluh hinauf, wurde bei der Redaktion des Bundesinventars der Landschaften und Naturdenkmäler von nationaler Bedeutung nicht in das Landschaftsschutzgebiet mit einbezogen – anders als etwa bei den vergleichbaren BLN-Gebieten «Gorges de Moutier» und «Gorges du Pichoux» in den Kantonen Bern und Jura, die bei zwei weiteren markanten Juraklusen die ganzen Bergeinschnitte umfassen. Die Beschränkung der Solothurner Landschaftsschutzzone auf die östliche Flanke der Klus wird mit der besonderen Bedeutung dieser Stelle für die Jurageologie begründet.
Die durch Erosion des Kalkgebirges geformten Berge erheben sich als steile, hohe Klippen und breite Stufen 500 Meter vom Talboden bis zum höchsten Punkt auf der Roggenfluh (998 m ü. M.) im Osten. Von diesem Felskopf aus zieht sich der breite, beidseits von Felswänden begrenzte Bergrücken des Roggen auf dem Scheitel der Antiklinale drei Kilometer gegen Nordosten hin. Nur der westliche Teil dieser Anhöhe gehört zum BLN-Gebiet.

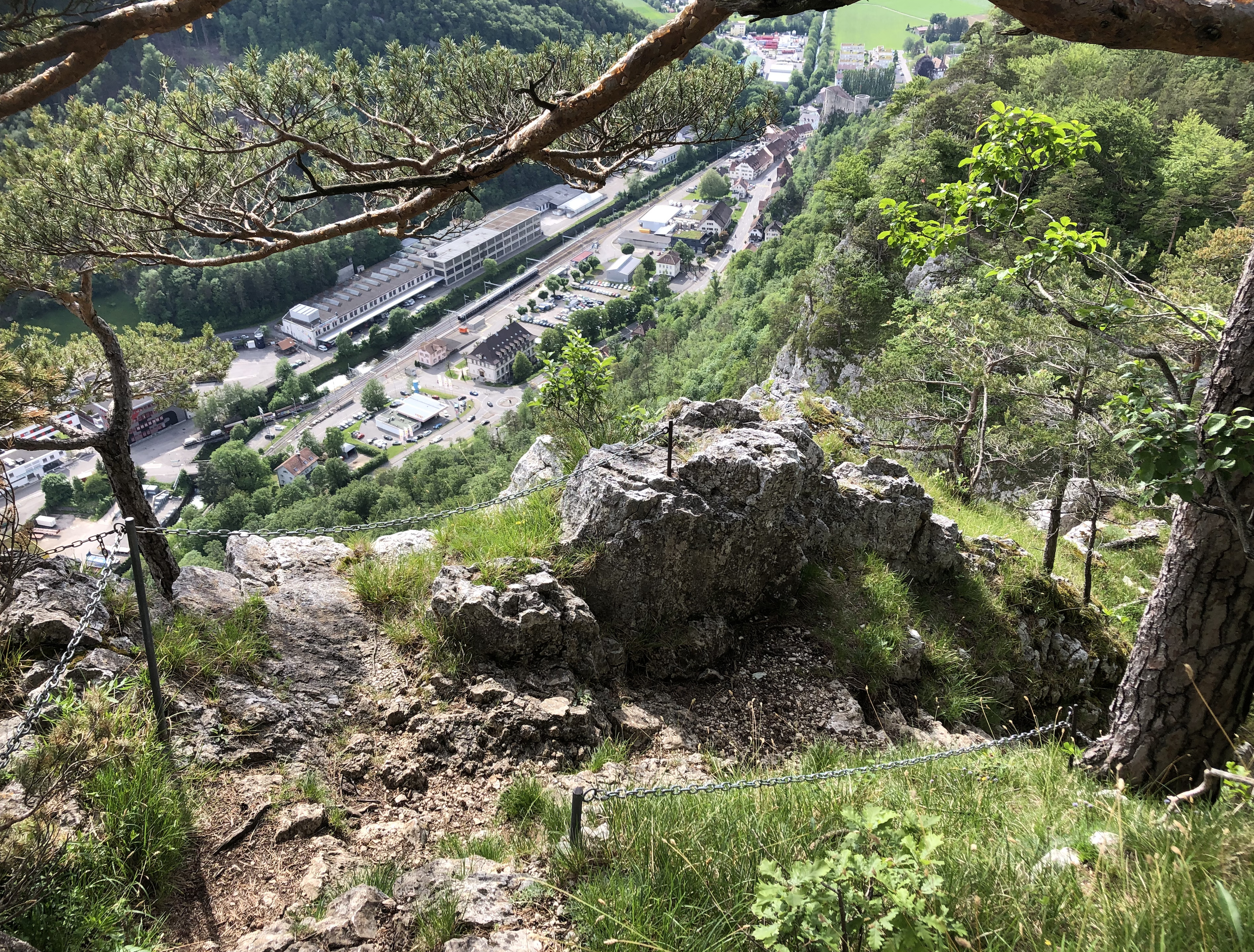
Blick vom Chluser Roggen auf die Ortschaft Klus

Die wichtigsten Abschnitte des Landschaftsschutzgebiets sind das Felsmassiv «Chluser Roggen» bei Balsthal mit den nördlichen Felswänden «Fluewyti» und «Hinter Flüeli», die «Ravellenflue» bei Oensingen, der «Hänkelberg», die «Roggenflue», die Felsrippe mit der Neu-Bechburg und die dazu gehörende Rodungslichtung, das Landwirtschaftsgebiet «Hesselberg» und die Alpweiden des «Oensinger Roggen», während die Sömmerungszone «Balsthaler Roggen» nördlich davon ausserhalb des BLN-Gebiets liegt. Zwischen den Felsformationen und Wiesenflächen und auf den Berghängen bedeckt Wald das Schutzgebiet. Auf der hohen Felsrippe über der Ortschaft Klus steht die Burg Alt-Falkenstein am westlichsten Punkt des BLN-Gebiets. Das Maiackerbächli entwässert das Tal in der «Chluser Chüeweid» zur Dünnern hinunter, das «Chutlochbächli» die Senke nördlich der Ravellenfluh und der Schlossbach das Tal bei der Neu-Bechburg.
Durch die Klus verlaufen seit Jahrtausenden Verkehrswege vom Schweizer Mittelland zu den Jurapässen und in das Gebiet von Basel. Die Strecke der Oensingen-Balsthal-Bahn, die Hauptstrasse 12 und die von dieser abzweigende Zubringerstrasse zur Autobahn A1 liegen neben der Dünnern; dem östlichen Strassenrand folgt die untere Grenze des BLN-Landschaftsschutzgebiets.
Über die hohe Bergkette mit dem Roggen verlaufen mehrere Wanderrouten, besonders der nationale Jura-Höhenweg, der über die aussichtsreiche Roggenfluh führt. Der Chluser Roggen ist mit einem anspruchsvollen Bergwanderweg erschlossen. Seit Kurzem besteht auf den Berghöhen ein Netz von Bikerouten.
Am Fuss der Felswände baute die Schweizer Armee im Zweiten Weltkrieg an der wichtigen Durchgangsstrasse Panzerbarrikaden, um das Engnis sperren zu können. Teile der historischen Befestigungsanlagen sind noch heute erhalten.

## Namenkunde

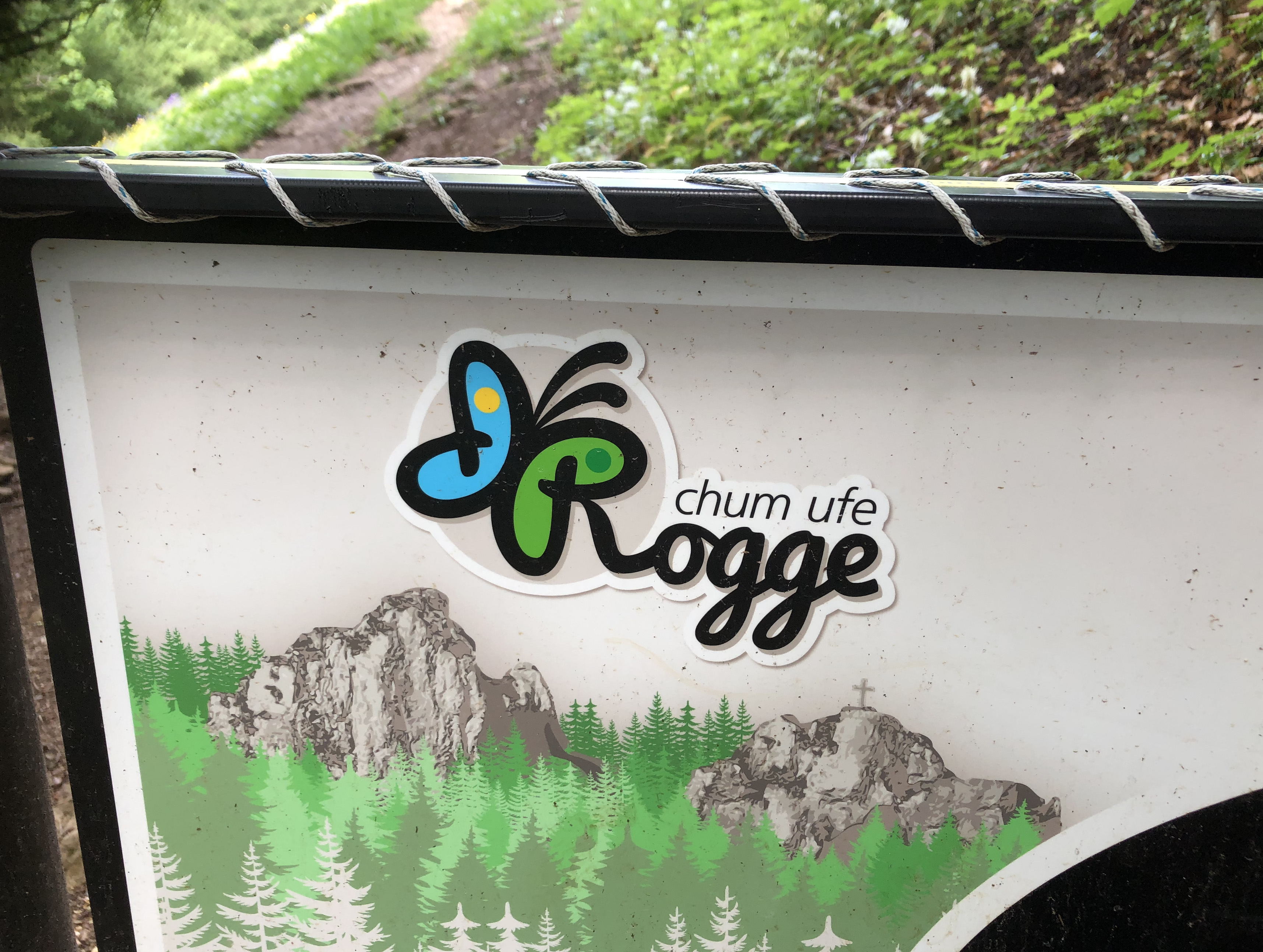
Signet der Wanderregion bei Oensingen mit mundartlichem Motto «Chum ufe Rogge»
(hochdeutsch Komm auf den Roggen)

Mit dem seit dem 15. Jahrhundert in historischen Quellen belegten Bergnamen «Roggen» werden verschiedene geografische Dinge in diesem Berggebiet benannt. Er bezeichnet sowohl den ganzen Bergstock zwischen den Ortschaften Balsthal, Oensingen, Oberbuchsiten und Holderbank als auch einzelne Bergkuppen und zudem die durch Rodung im Bergwald gewonnenen Sennberge auf den Hangterrassen unter der Roggenfluh. Der Flurname «Roggen» wurde früher manchmal fälschlich mit der kultivierten Getreideart Roggen in Verbindung gebracht. Die Namenforschung geht davon aus, dass die deutsche Bezeichnung ein Reliktname ist und etymologisch von einer alten lateinischen Form rocca «Felsen, Stein, Fluh» abstammt; demnach ist «Roggen» mit französisch roc verwandt.
Die Bergnamen werden in der geografischen Dokumentation der Region nicht einheitlich wiedergegeben. Im Unterschied zu älteren Karten und zur Fachliteratur sind viele Namen auf den neueren Landeskarten der Schweiz – und daher auch im BLN – nicht mehr in der lange Zeit üblichen standarddeutschen Schreibweise, sondern in einer den regionalen Dialekten des Schweizerdeutschen nachempfundenen Form eingetragen. So wählte die Kartenredaktion manchmal für das Wort «Klus» die mundartliche Form «Chlus» und für das hochdeutsche Toponym «Fluh» für auffällige Felsvorsprünge die Form «Flue». Andere Wortteile sind nicht konsequent in die Dialektform transformiert worden; so ist für den Bergnamen «Roggen» im Schweizerdeutschen eigentlich die Dialektform «Rogge» üblich, und die in der Landeskarte als «Ravellen» bezeichnete Felsrippe bei Oensingen heisst umgangssprachlich «Rafälle» beziehungsweise im Solothurndeutschen bei vokalisiertem -l- auch «Rawäue», was man bei der Teil-Dialektisierung des Namensgutes in den Landeskarten nicht berücksichtigte. Der im BLN offiziell verwendete Name «Ravellenflue» ist somit genau genommen aus einem standarddeutschen Teil und einem mundartlichen Element zusammengesetzt.
Die Wortgeschichte des erstmals 1423 erwähnten Namens «Ravellen» ist unklar. Anders steht es beim Namen «Chlus», der von althochdeutschem clusa und als Lehnwort aus dem Lateinischen von claudere «schliessen» kommt und so wie auch das in den Ostalpen übliche Klause Engpässe, wie sie im Jura häufig sind, bezeichnet.

## Geologie

Luftaufnahme von Südosten über das Quertal (1958); auf der rechten Seite von vorn: Ravellenfluh, Hesselberg, Chluser Roggen

Die in der Klus bei Balsthal sichtbaren Felsformationen im inneren Aufbau der Weissensteinkette waren für die Jurageologie wegweisend. An diesen Aufschlüssen erkannten die Geologen schon früh einige für die Entstehung des Gebirges wesentliche Phänomene, was schliesslich auch ein Argument für die Aufnahme des Roggengebiets in das Bundesinventar der Landschaften und Naturdenkmäler von nationaler Bedeutung war. Als Schlüsselstelle der tektonischen Erkundung des Juragebirges ist das Quertal bei Oensingen ein Geotop von nationaler Bedeutung.

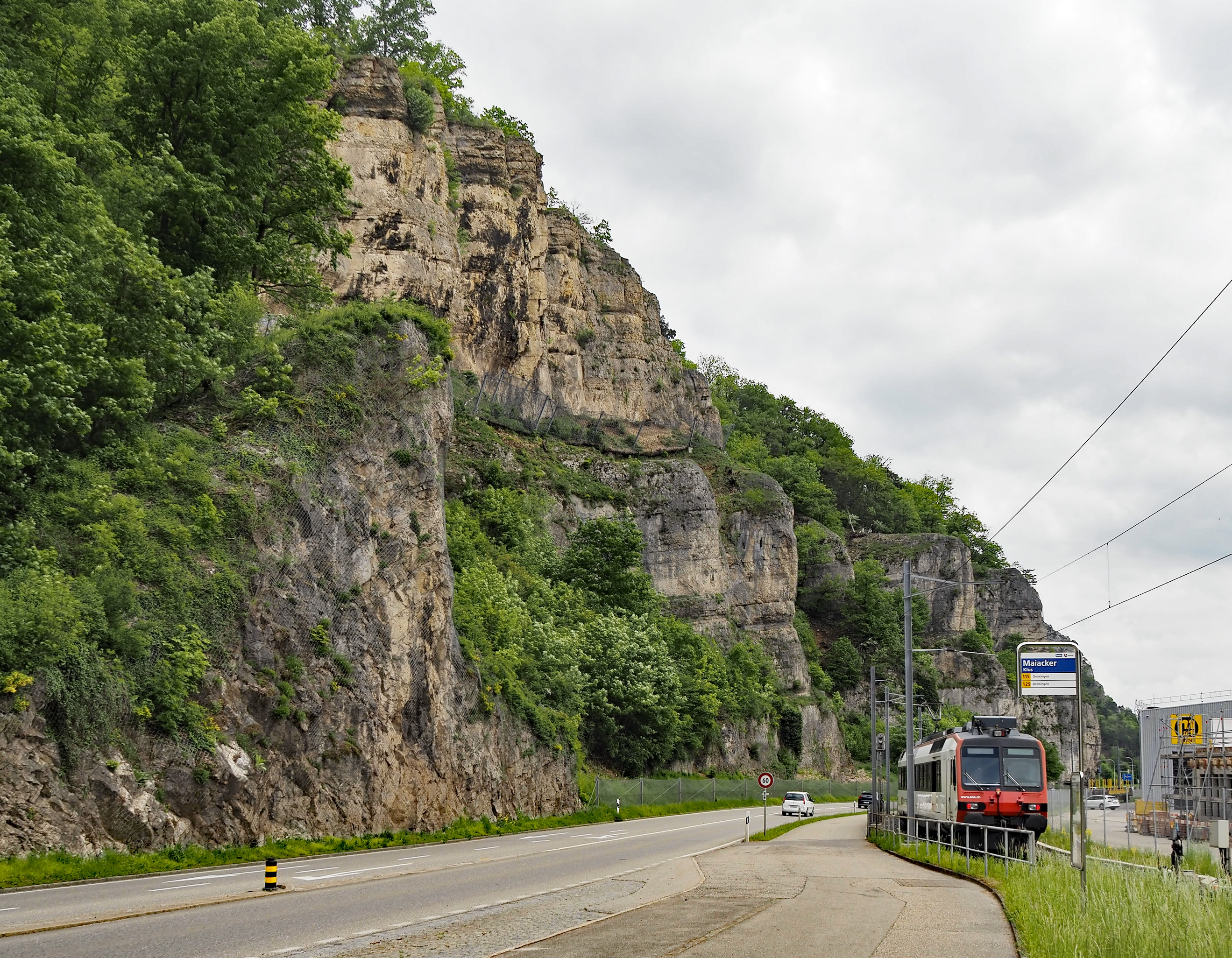
Felswand von Hauptrogenstein im Zentrum der Klus

Die geologische Untersuchung des Gebiets begann mit Feldstudien des Solothurner Naturforschers Amanz Gressly (1814–1865), der das Konzept der Fazies zur Beschreibung von Gesteinskörpern einführte. In der Klus zwischen Balsthal und Oensingen liegt die Sequenz der zur Antiklinale aufgefalteten Kalkschichten nicht überall in der ungestörten Abfolge vor; die Lagen sind teilweise unterbrochen und überdecken sich in einer Anordnung, die nicht mehr der ursprünglichen Sedimentchronologie entspricht. Der Komplex des Hauptrogensteins, eine ältere, tief im Gebirge liegende Sedimentschicht des Juras, ist in der Klus einmal bei der Felswand unter dem Hesselberg nahe am Talboden und dann 200 Meter höher an den Felsen im Gebiet Hänkelberg-Sunnewirbel noch zum zweiten Mal zu sehen. Die Schicht ist auf der Nordseite mit der jüngeren, darüber liegenden Serie des Oberjura, früher auch Malmkalk genannt, verzahnt, und dazwischen ist stellenweise noch Opalinuston vorhanden. Um diesen Sachverhalt zu erklären, entwickelte der Aargauer Geologe Friedrich Mühlberg um 1900 die Theorie der Überschiebung und Verfaltung tektonischer Schollen während der Bildung des Juragebirges. Das zunächst von andern Fachleuten abgelehnte erdkundliche Modell wurde durch spätere Untersuchungen im Jura, zum Beispiel beim Bau des Hauensteinbasistunnels, bestätigt und ist heute allgemein anerkannt. Wie die Schichtenverhältnisse im tief unter dem heutigen Klusboden liegenden Antiklinalkern beschaffen sind, wird allerdings in der geologischen Forschung noch immer kontrovers diskutiert. Die Bruchstelle mit dem Ansatzpunkt der Überschiebung liegt vermutlich in grosser Tiefe unter dem Molassebecken des heutigen Schweizer Mittellands, und nur die oberste Partie der Auffaltung ist in der Klus sichtbar. Die Aufschlüsse zeigen von Norden nach Süden den mässig einfallenden Nordschenkel der Antiklinale mit dem «Chluser Roggen» bei Balsthal, den breiten Scheitel auf dem Oensinger Roggen und den steilen bis überkippten Südschenkel aus Malmkalk mit der Ravellen- und der gegenüberliegenden Lehnfluh.
Am Fuss der steilen Felswände bildet Hangschutt von Wald bedeckte Ablagerungen, die den grössten Teil der Fläche im Schutzgebiet einnehmen. Das trifft noch mehr auf der Westseite der Klus zu, wo die Schutthalden die gleichermassen vorhandenen Schichten der Antiklinale überlagern und so die Beobachtung der geologischen Phänomene verhindern.

## Flora

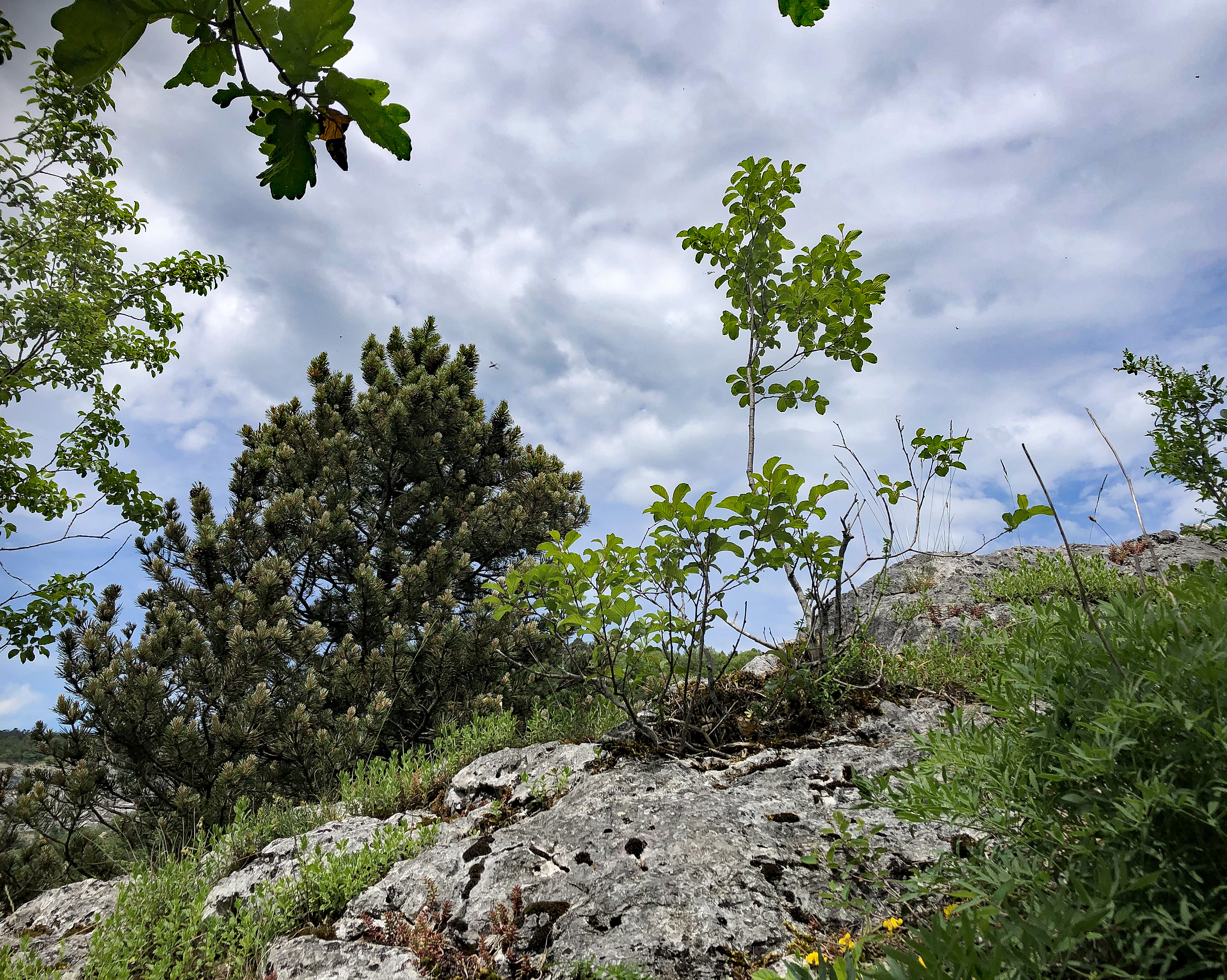
Gehölze auf dem Ravellengrat

Das Landschaftsschutzgebiet weist dank seiner stark bewegten Topografie auf einem eher kleinen Raum viele verschiedene Lebensräume für unterschiedliche Pflanzengemeinschaften auf, die wegen ihrer Besonderheiten schon oft untersucht worden sind. Für das Arteninventar der Felsenlandschaft schuf der Solothurner Naturforscher Rudolf Probst (1855–1940) mit seinem systematischen Verzeichnis der Flora des Kantons Solothurn eine gute Grundlage. Er hatte zu diesem Zweck neben eigener Feldforschung die reiche Fachliteratur vieler Botaniker, die seit dem frühen 19. Jahrhundert das Roggengebiet und besonders die Ravellen besuchten, und mehrere alte Herbarien mit Pflanzenproben ausgewertet.
An den Berghängen, in feuchten Tälchen und auf den Hangterrassen und Hochebenen stehen Wälder mit vielen verschiedenen Baumarten und Gehölzen. Auf den meisten Flächen dominiert der für das Juragebirge typische Kalkbuchenwald mit den im Frühjahr blühenden Begleitarten, z. B. Lorbeer-Seidelbast (Daphne laureola), Stinkende Nieswurz (Helleborus foetidus), Ausdauerndes Bingelkraut (Mercurialis perennis), Einbeere (Paris quadrifolia), Bärlauch (Allium ursinum) und Türkenbundlilie (Lilium martagon). An einigen Stellen haben sich der Ahorn-Sommerlindenwald, der Hirschzungen-Ahornwald und der seltene Blockschutt-Tannen-Fichtenwald ausgebreitet. Auf trockenen Felsflächen steht der ebenfalls seltene Alpenkreuzdorn-Eichenwald und auf den exponierten Felsköpfen der Kronwicken-Föhrenwald. Über die Weideflächen des Oensinger Roggen sind Einzelbäume, Gehölzgruppen und Sträucher verstreut. Die steilen, trockenen Felshänge am Jurasüdfuss und die Flanken der tiefer gelegenen Felsrippen tragen Wälder mit der eher kleinwüchsigen, knorrigen Flaumeiche, die vor langer Zeit mit anderen Arten aus dem mediterranen Laubwald bis an den Jurasüdfuss eingewandert ist. Die Ausbreitung von Pflanzen aus der Mittelmeerflora bis zum Jura dürfte unter den günstigen Bedingungen eines Klimaoptimums, vielleicht während der Jungsteinzeit, erfolgt sein.

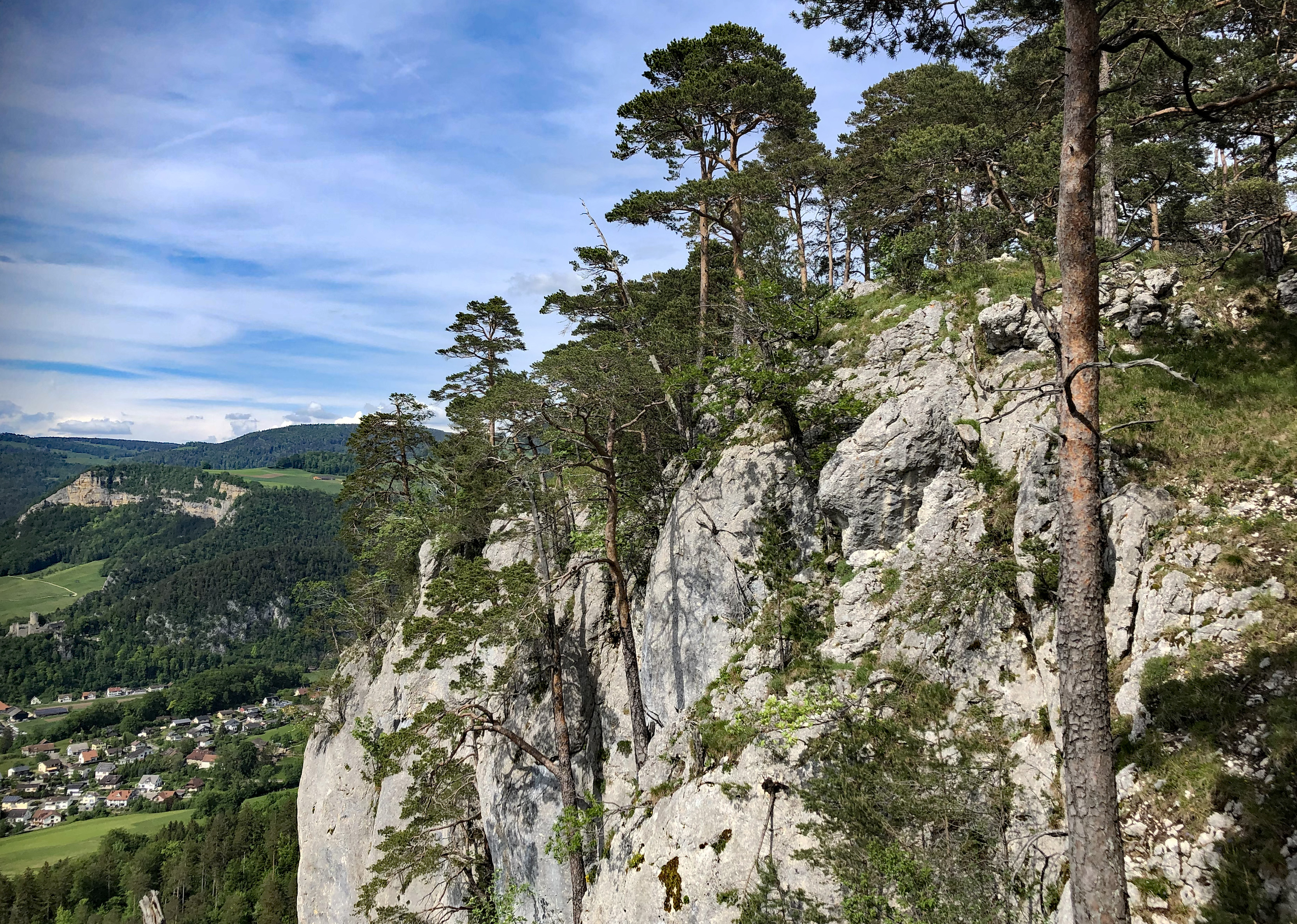
Föhren auf dem Chluser Roggen im Waldreservat Fluewyti

Zum Arteninventar der Bäume und Sträucher im Landschaftsschutzgebiet gehören: Berberitze (Berberis vulgaris), Bergföhre (Pinus mugo), Berg-Ahorn (Acer pseudoplatanus), Buchsbaum (Buxus sempervirens) – von dem auch der seit dem Mittelalter gebräuchliche Name der Region Buchsgau abgeleitet wird –, Eibe (Taxus), Esche (Fraxinus excelsior), Feldahorn (Acer campestre), Felsenbirne (Amelanchier), Felsenkirsche (Prunus mahaleb), Fichte (Picea), Flaumeiche (Quercus pubescens), Felsenmispel (Amelanchier ovalis), Gemeiner Schneeball (Viburnum opulus), Hagebuche (Carpinus betulus), Hartriegel (Cormus), Hasel (Corylus), Karpaten-Wundklee (Anthyllis vulneraria), Kirschbaum (Prunus cerasus), Kornelkirsche (Cornus mas), Liguster (Ligustrum), Mehlbeere (Sorbus aria), Nussbaum (Juglans regia), Pfaffenhütchen (Euonymus europaeus), Rotbuche (Fagus sylvatica), Roter Holunder (Sambucus racemosa), Waldgeissblatt (Lonicera periclymenum), Schwarzföhre (Pinus nigra), Schwarzdorn (Prunus spinosa), Schwarzer Holunder (Sambucus nigra), Sommerlinde (Tilia platyphyllos), Spitzahorn (Acer platanoides), Stechpalme (Ilex aquifolium), Tanne (Abies), Traubeneiche (Quercus petraea), Wacholder (Juniperus), Waldrebe (Clematis), Weissdorn (Caraegus), Wilder Apfelbaum (Malus silvestris), Wildbirne (Pyrus pyraster) und Wolliger Schneeball (Viburnum lantana).
Über das Felsmassiv des Chluser Roggen auf dem Nordschenkel der Oberjuradecke, die mit hohen Felswänden über das Tal aufragt, erstreckt sich das kantonale Waldreservat «Fluewyti» (früher «Chluser Roggen-Bänli»). Es umfasst Waldflächen an den steilen Schutthalden, auf den Felsköpfen und auf dem Bergrücken südöstlich von Balsthal. In exponierten Lagen enthält es die Pflanzengesellschaft des für den Kettenjura typischen Gratföhrenwalds. Schon im 17. Jahrhundert wurden staatliche Vorschriften zum Schutz der «Kienböüm» (Föhren) auf dem Chluser Roggen erlassen. Für die Erhaltung dieses Waldtyps kommt dem Kanton Solothurn eine nationale Verantwortung zu.
Der Hangwald südlich des Chluser Roggen heisst «Chluser Chüeweid». Im späten 15. Jahrhundert erlaubte die Stadt Solothurn der Gemeinde Klus, dieses Gebiet abzuholzen, um eine Viehweide daraus zu machen. Im 18. Jahrhundert scheint die Wiese zu gross geworden zu sein, und der Berghang wurde mit Buchen aufgeforstet.
Mehr als ein Dutzend Waldareale in der Klus erfüllen eine wichtige Funktion als Schutzwald oberhalb der Siedlungen Oensingen und Klus. Unter den hohen Felswänden und den sehr steilen Schutthalden sind Wohnhäuser und die Verkehrswege durch Steinschlag stark gefährdet. An den Berghängen wie am Südhang der Ravellen und unter dem Chluser Roggen wird durch die Verjüngung des Baumbestands und mit Totholz der Steinschlagschutz verbessert, und über den exponierten Strassen halten Drahtseilnetze das Lockergestein zurück.
Die Ravellenfluh weist – ebenso wie die benachbarte Lehnfluh auf der Südseite der Klus – als steile Felszinne für die Vegetation extreme Lebensbedingungen mit grosser Trockenheit auf der besonnten Südseite auf und bildet gerade deswegen einen Rückzugsort vieler seltener und gefährdeter Pflanzenarten. Auf dem südwestlichen Teil der Lehnfluh im Kanton Bern besteht zum Schutz der wertvollen Pflanzengesellschaft seit 1950 das kantonale Naturschutzgebiet Reservat Leenflue.
Die südlichen Felsflanken der Ravellen sind von einem lockeren Flaumeichen-Buschwald besiedelt, und auf den offenen, nur wenige Meter breiten Gratkanten kommen in Ritzen und auf den zerklüfteten, trockenen Erhebungen ein Felsensteppenrasen mit vielen Pionierpflanzen und eine aussergewöhnlich artenreiche Kalkfelsflur vor. Zu den Gräsern gehört unter anderem die Erd-Segge (Carex humilis). Verschiedene Moospflanzen wachsen auf den Waldböden, an Baumstämmen, auf dem Totholz im Waldreservat und auf Steinblöcken. Felsköpfe, Steinblöcke und Baumstämme sind von Flechtenarten überzogen, deren Verbreitung im Jura trotz ihrer ökologischen Funktion noch wenig erforscht ist.
Gehölze, verschiedene Wildrosen und kleinwüchsige Bäume wie zum Beispiel Flaumeichen und Bergföhren wachsen vereinzelt bis hoch oben auf den langgestreckten, den Winden ausgesetzten Felszinnen. Dank der Vielzahl an seltenen Gefässpflanzen sind die Ravellen ein seit dem 19. Jahrhundert gut bekanntes Biotop. Die exponierten Felsrippen am Rand der Klus bieten einen Lebensraum für charakteristische Arten wie das Berg-Steinkraut (Alyssum montanum) oder die Grenobler Nelke (Dianthus gratianopolitanus), deren Hauptverbreitungsgebiet im Jura liegt. Die trockene Berglandschaft mit Felsbändern und Kalkterrassen ist der einzige Standort in der Schweiz, wo die seltene und gefährdete Felsen-Schleifenblume gedeiht (in der Schweiz auch Felsen-Bauernsenf und lokal einfach Rawälleblüemli genannt, lat. Iberis saxatilis), eine kleine strauchartige Pflanze aus der Mittelmeervegetation. Sie wurde um 1820 vom Solothurner Lehrer Jacob Roth und vom Botaniker François Friche-Joset (1799–1856) auf der Ravelle entdeckt. Daraufhin begannen Botaniker zahlreiche Exemplare der Gebirgspflanze auf dem Felsen bei Oensingen zu pflücken; viele dieser Pflanzenproben liegen heute in bekannten systematischen Sammlungen wie z. B. im Herbarium de Neuchâtel, das für die Juravegetation wichtig ist. Wegen der starken Gefährdung durch Pflanzenliebhaber wurde die Felsen-Schleifenblume 1905 von der Gemeinde Oensingen unter kommunalen Schutz gestellt und 1908 in die Pflanzenschutzverordnung des Kantons Solothurn aufgenommen. Die sehr seltene Pflanze ist in der Roten Liste gefährdeter Arten aufgeführt.

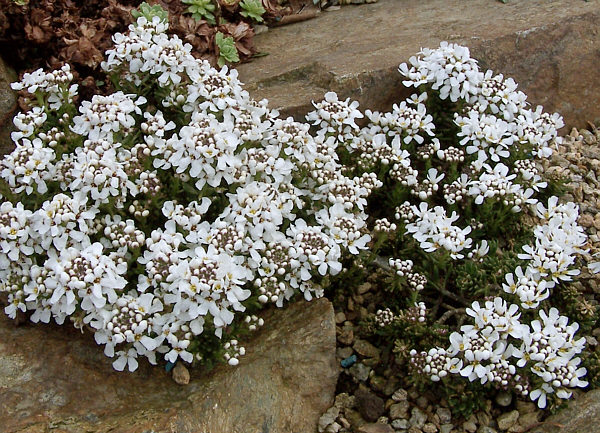
Felsen-Schleifenblume («Rawälleblüemli»)
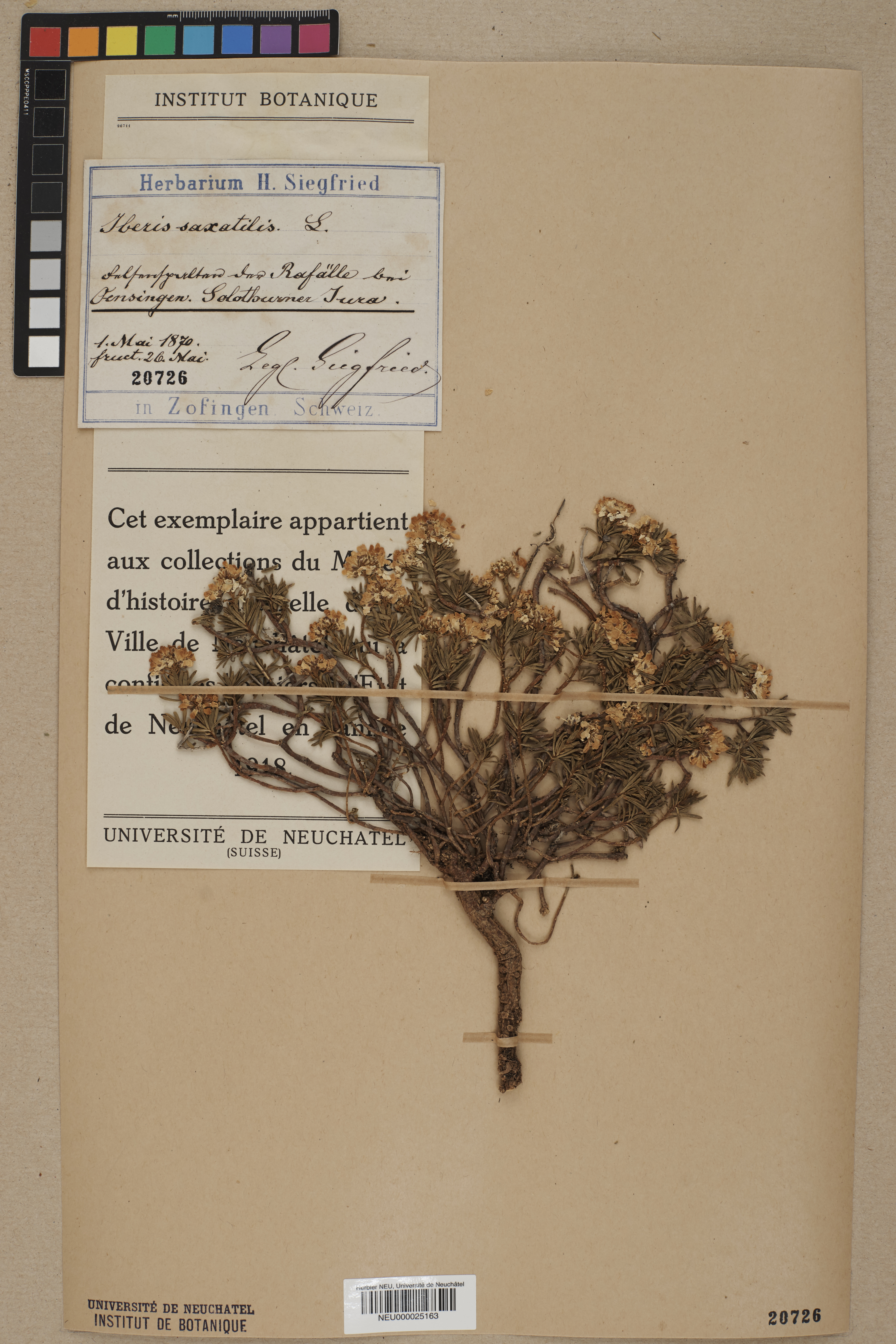
Felsen-Schleifenblume. Exemplar von der Ravellenfluh im Neuenburger Herbar, gesammelt 1870
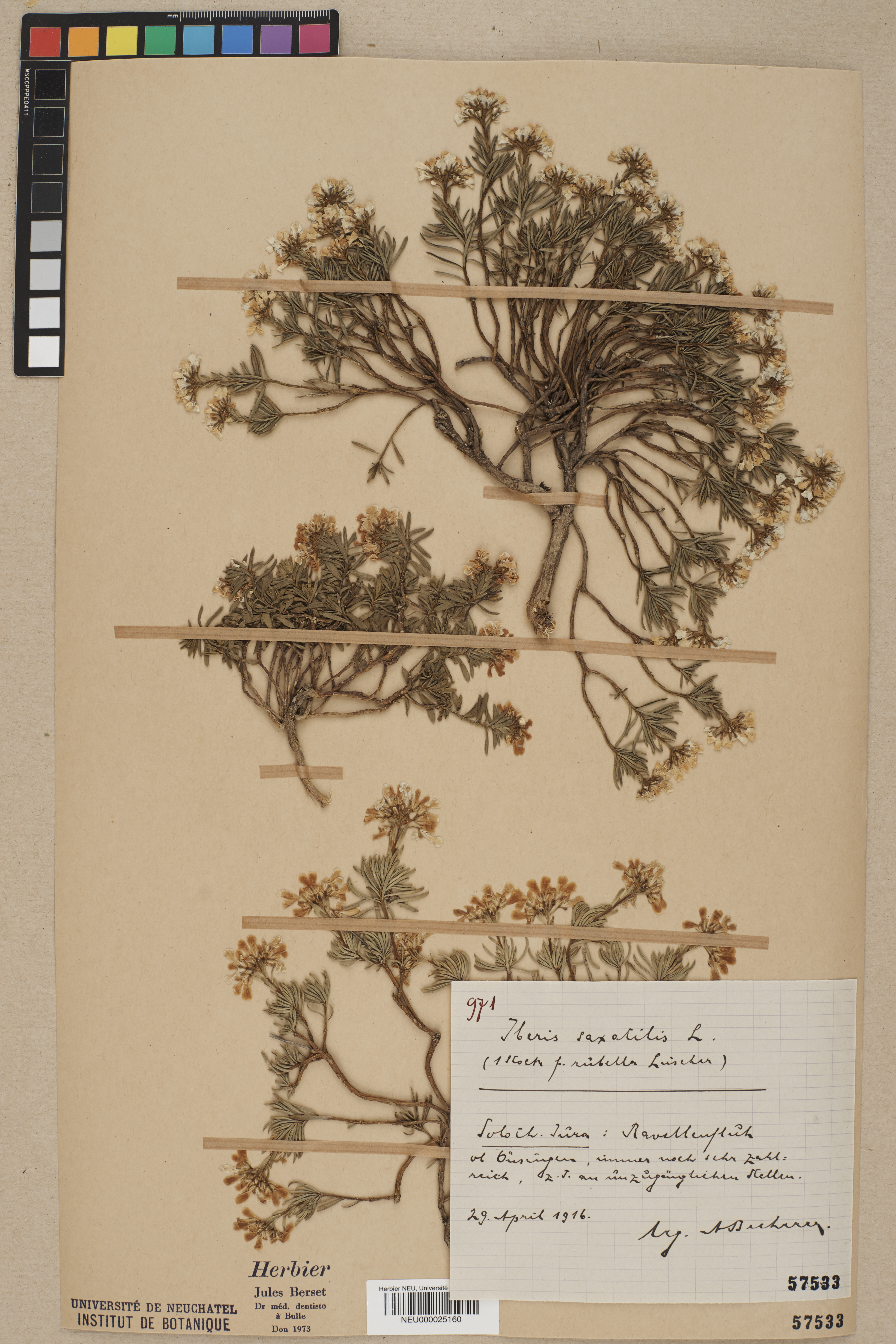
Felsen-Schleifenblume. Exemplar von der Ravellenfluh im Neuenburger Herbar, gesammelt 1916

Noch zahlreiche weitere im Gebiet der Ravellen – und der Lehnfluh – vorkommende Arten sind Relikte aus der Vegetationsgeschichte. Sie stammen zum Teil aus Pflanzengesellschaften einer kühleren Klimaepoche nach dem Eiszeitalter und sind verwandt mit alpinen Pflanzenarten.
Beispiele der ungewöhnlich reichen Flora des Landschaftsschutzgebiets sind: Akelei (Aquilegia), Alpenaurikel (Primula auricula), Alpen-Bergflachs (Thesium alpinum), Alpen-Distel (Carduus defloratus), Alpen-Hagrose (Rosa canina), Alpen-Kreuzdorn (Rhamnus alpina), Alpenmasslieb (Bellidiastrum michelii), Alpen-Mauerpfeffer (Sedum alpestre), Alpen-Seidelbast (Daphne alpina), Aronstab (Arum), Ästige Graslilie (Anthericum ramosum), Astlose Graslilie (Anthericum liliago), Bergbaldrian (Valeriana montana), Berggamander (Teucirum montanum), Berg-Laserkraut (Laserpitium siler), Bergtäschelkraut (Noccaea montana), Brand-Knabenkraut (Orchis ustulata), Goldnessel (Lamium galeobdolon), Hummel-Ragwurz (Ophrys fuciflora), Immenblatt (Melittis melissophyllum), Jurabraunwurz (Scrophularia juratensis), Kreuz-Enzian (Gentiana cruciata), Kugelige Teufelskralle (Phyteuma orbiculare), Männliches Knabenkraut (Orchis mascula), Mauer-Streifenfarn (Asplenium ruta-muraria), Nelken-Sommerwurz (Orobanche caryophyllacea), Pfirsichblättrige Glockenblume (Campanula persicifolia), Rosmarin-Seidelbast (schweizerisch «Flueröseli», lat. Daphne cneorum), Ruprechtskraut (Geranium robertianum), Scharfer Mauerpfeffer (Sedum acre), Skabiosen-Flockenblume (Centaurea scabiosa), Sonnenröschen (Helianthemum), Steinquendel (Clinopodium), Thymian (Thymus), Thymian-Sommerwurz (Orobanche alba), Türkenbundlilie (Lilium martagon), Weisser Mauerpfeffer (Sedum album), Witwenblume (Knautia) und Zimbelkraut (Cymbalaria muralis).

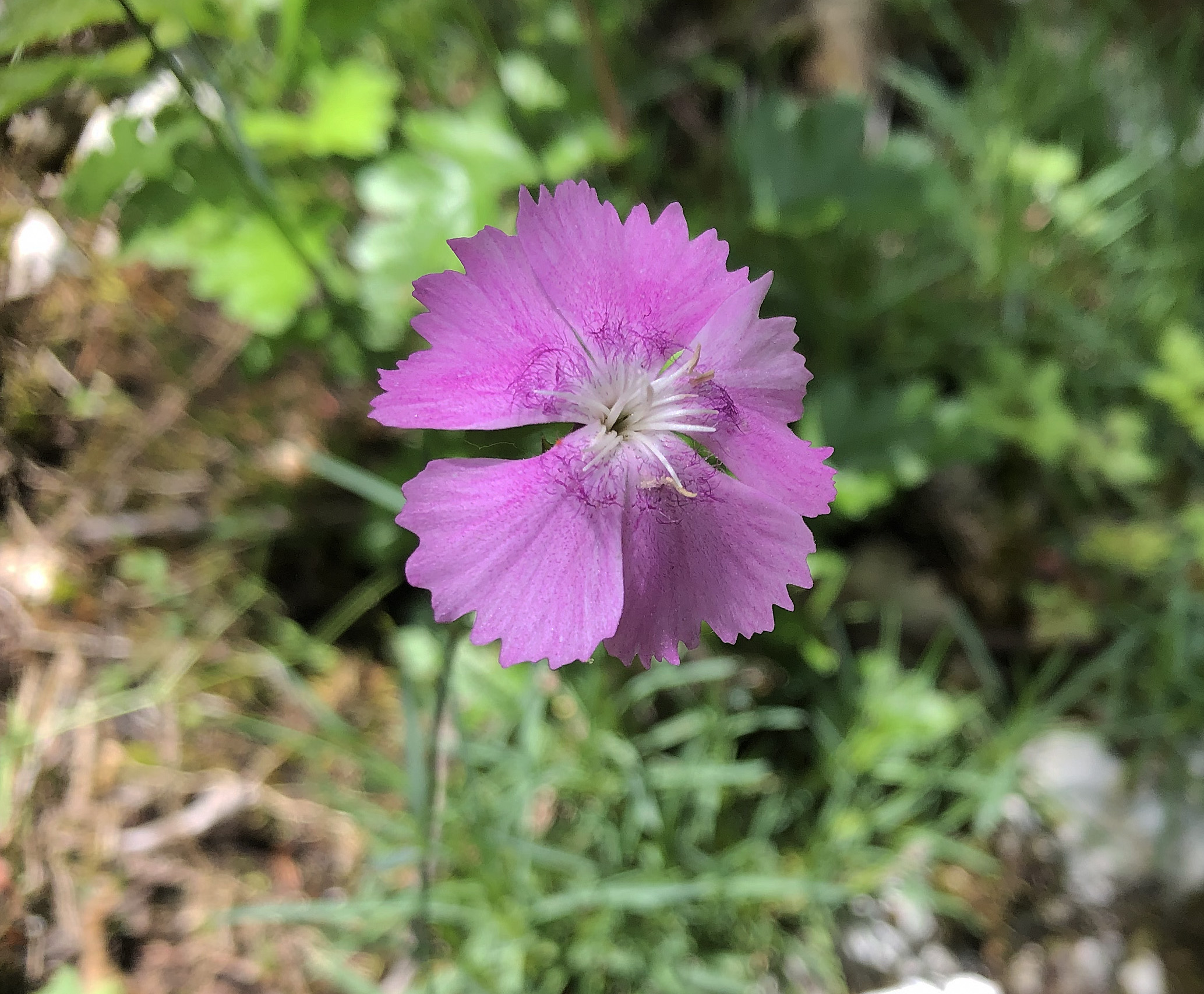
Grenobler Nelke («Fluenägeli»)
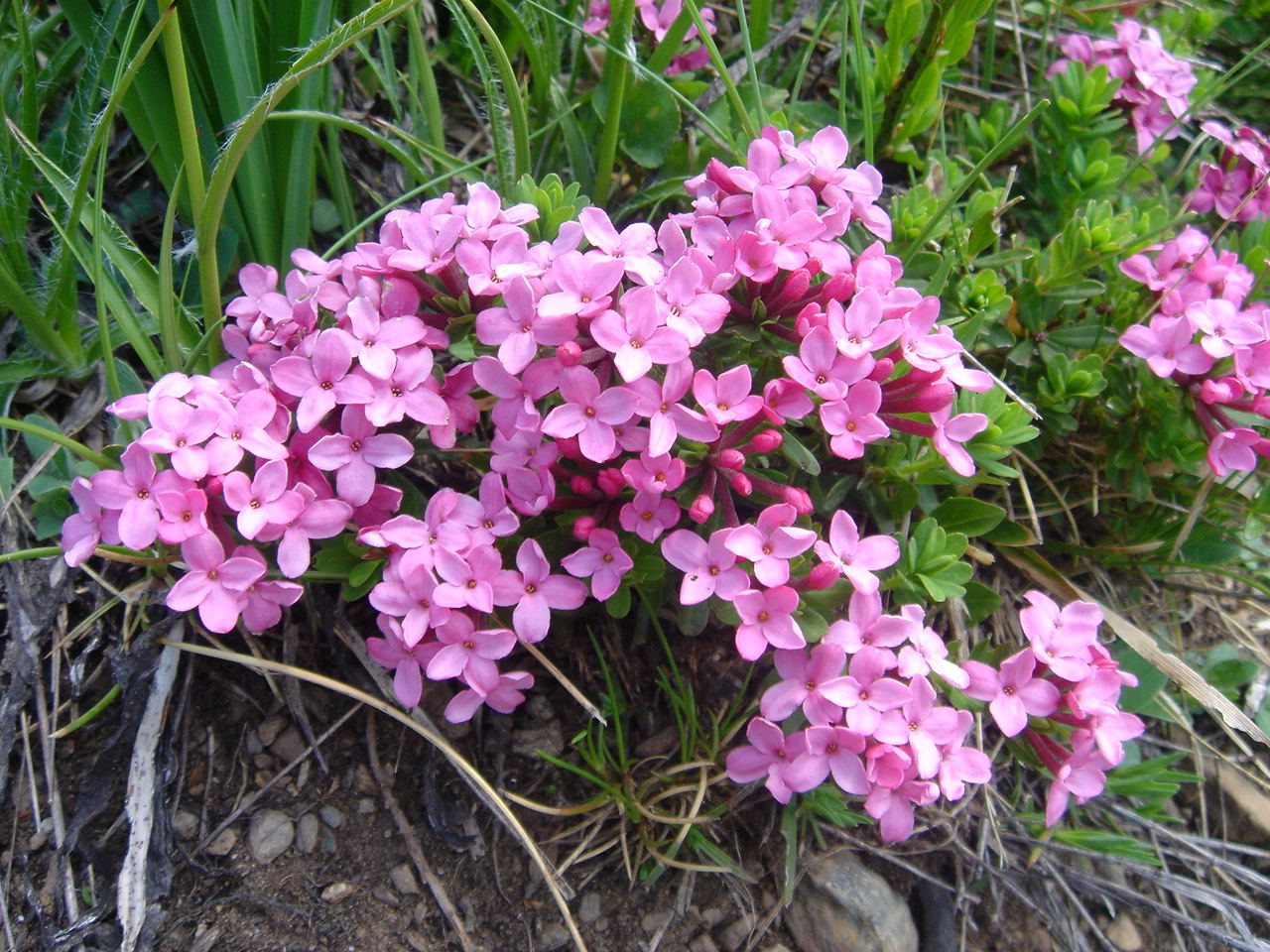
Rosmarin-Seidelbast («Fluerösli»)
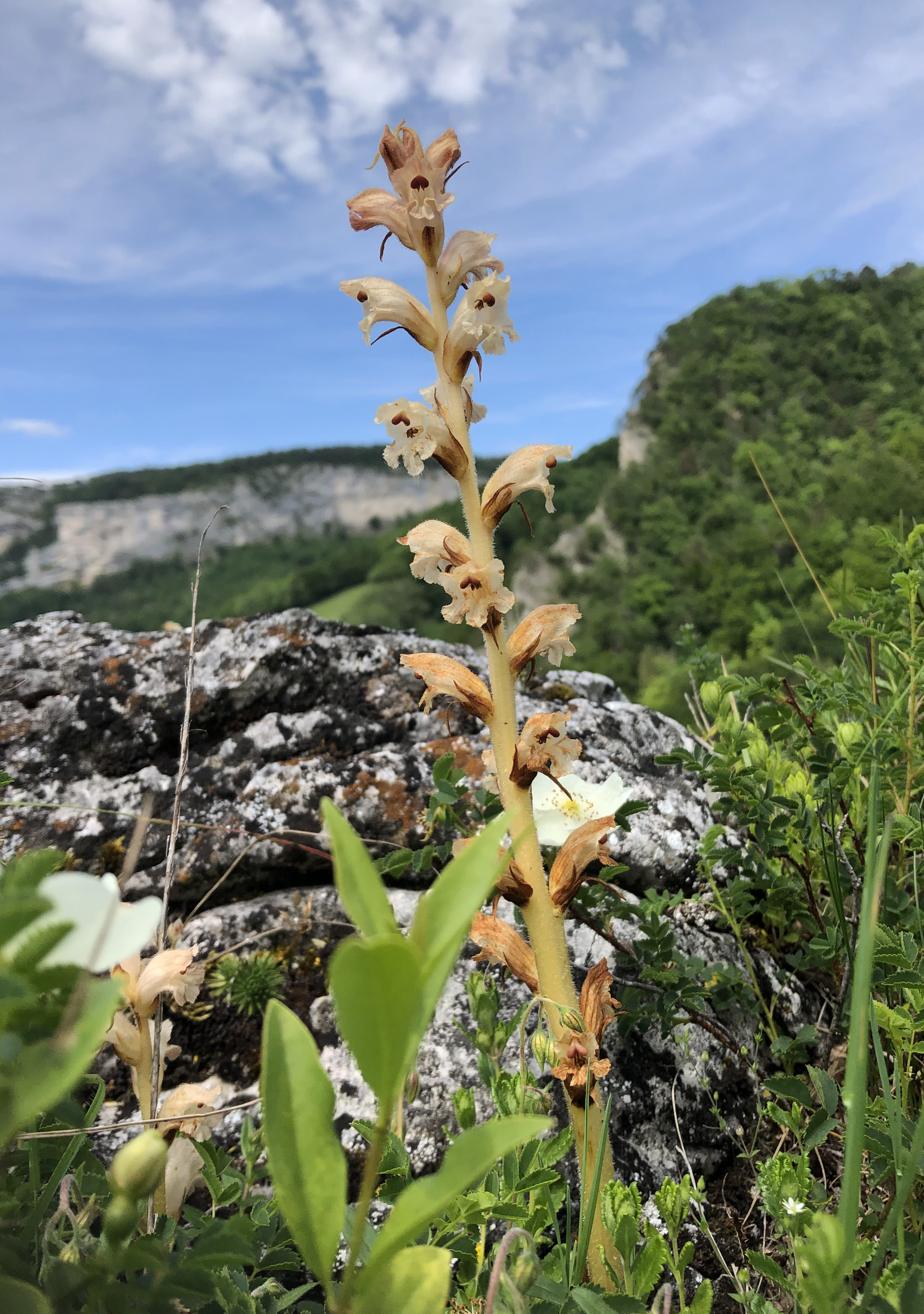
Nelken-Sommerwurz
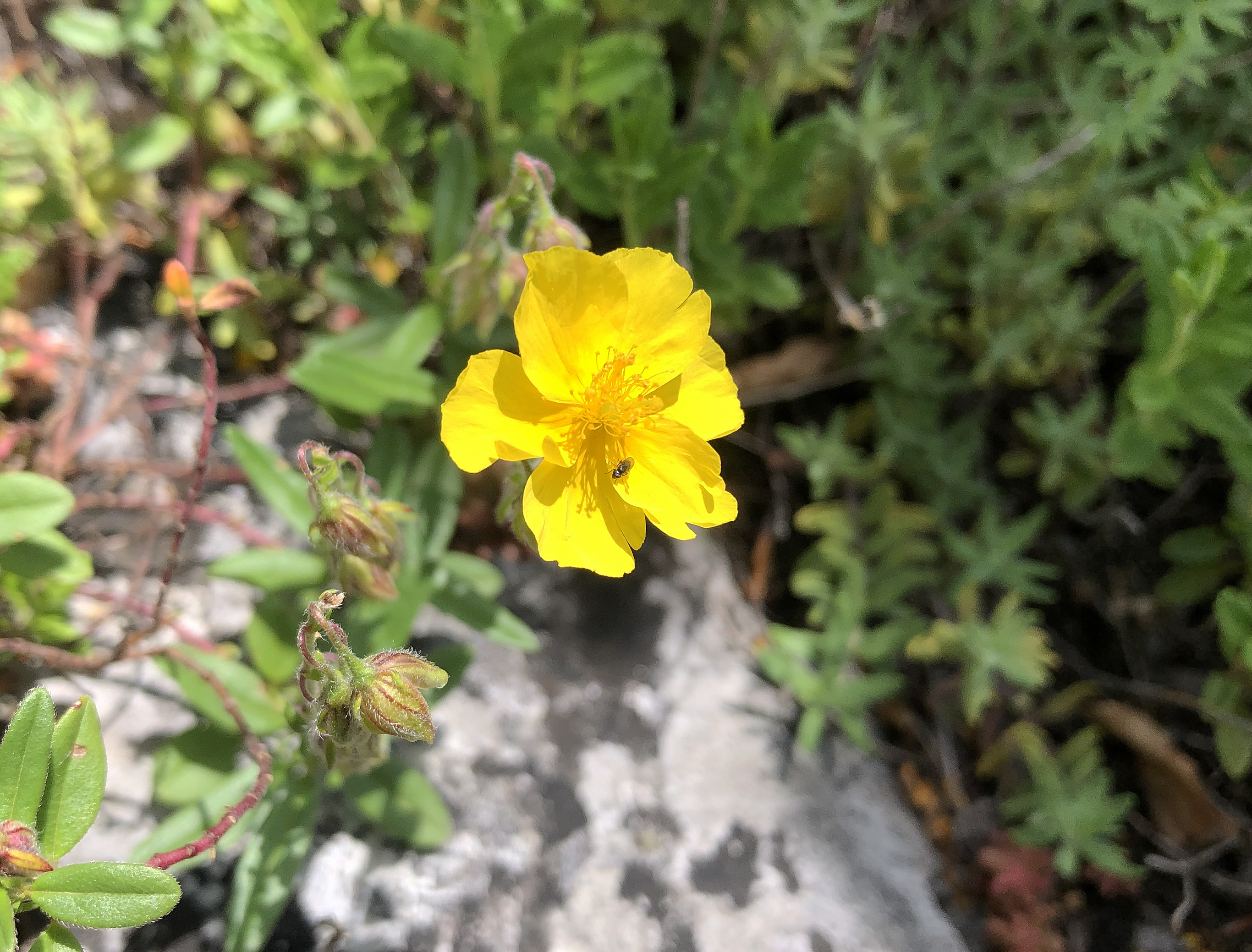
Sonnenröschen
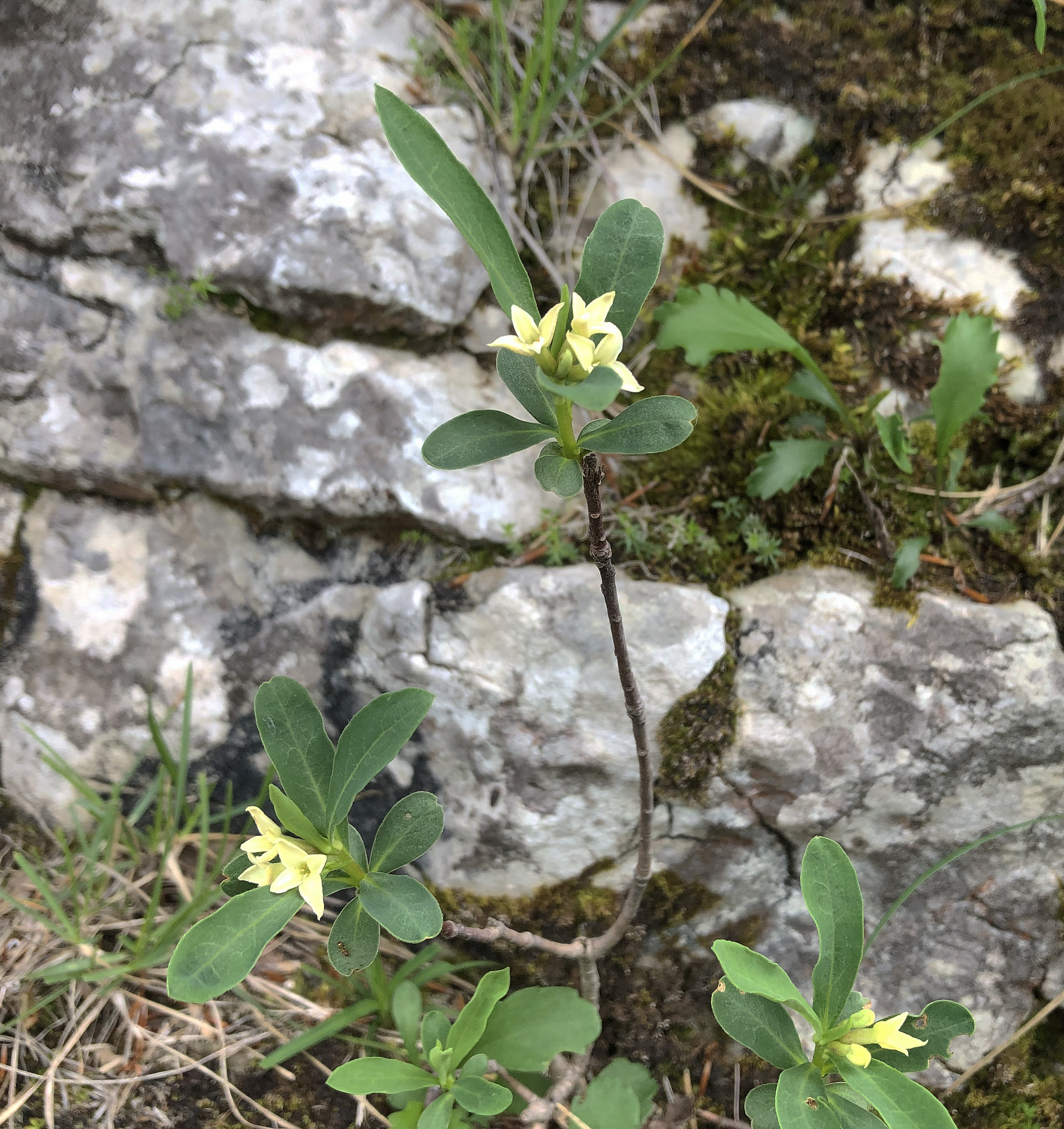
Alpen-Seidelbast
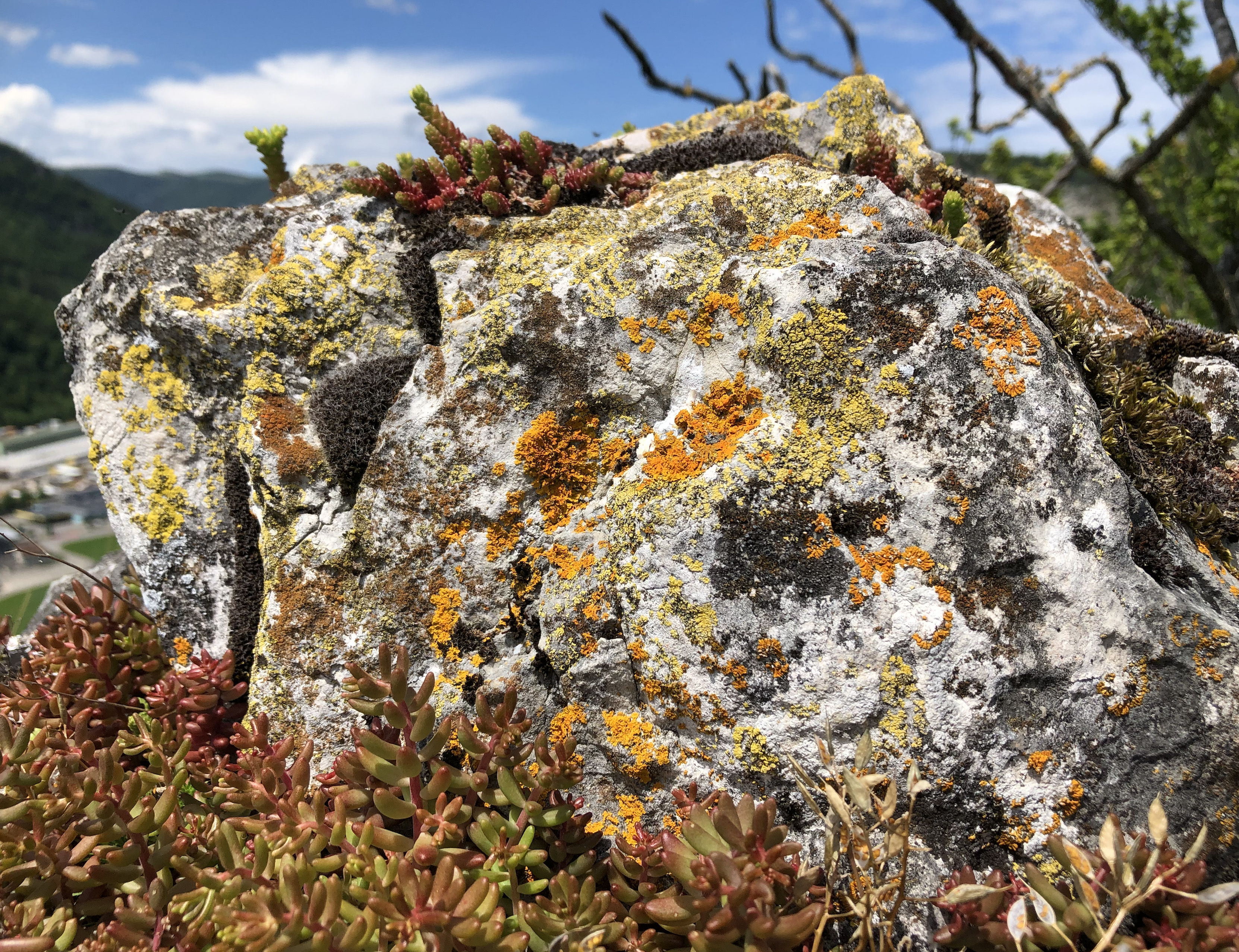
Moose, Flechten, Sedum
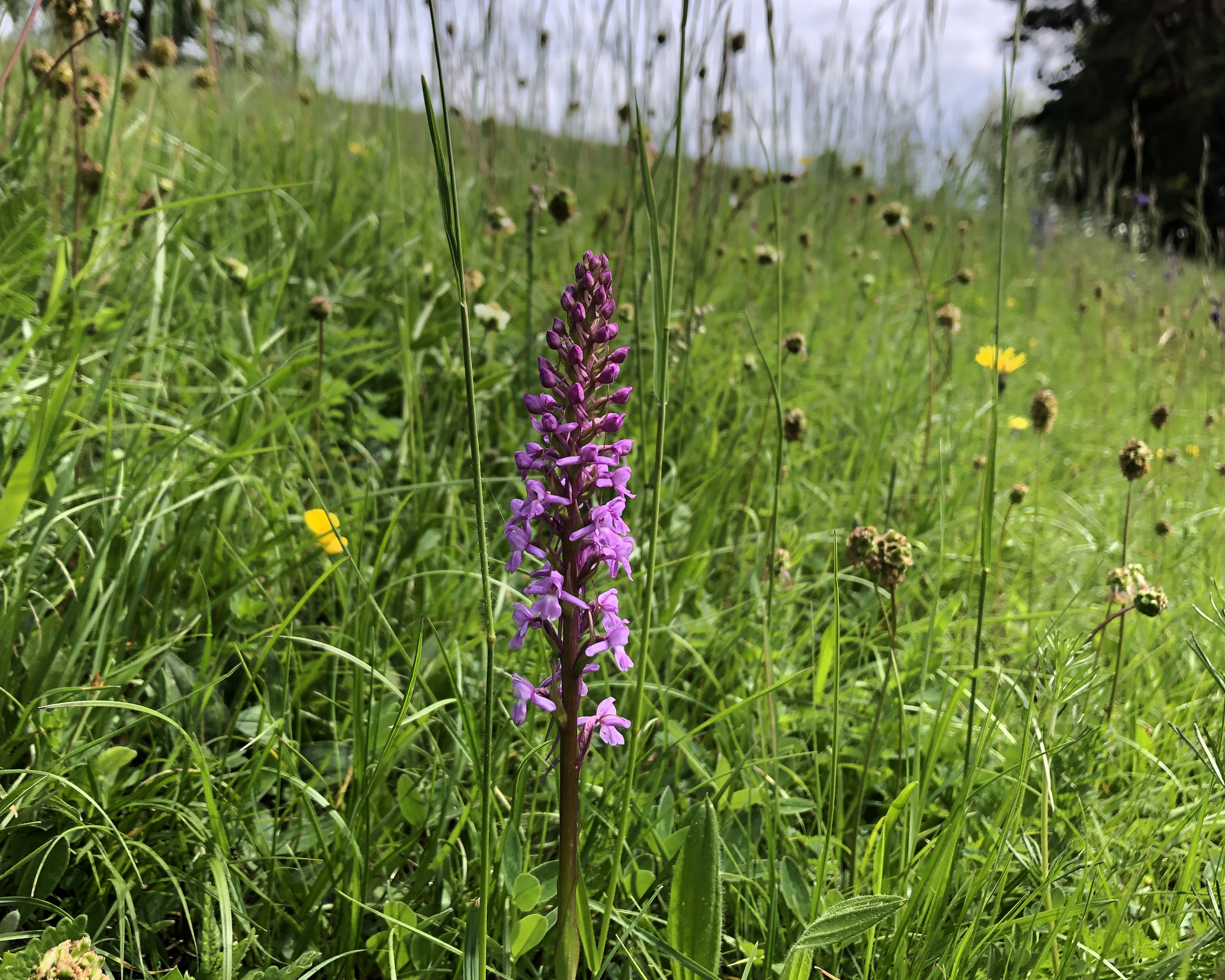
Männliches Knabenkraut (Oensinger Roggen)

Die Felsenflora ist durch Besucher der weglosen Kalkrippen gefährdet. Am Chluser Roggen sind Kletterrouten eingerichtet, und der vom Tal aus leicht erreichbare Westgrat der Ravellen ist in einer beliebten, kurzen Kletterroute zu besteigen, wobei die Moos- und Flechtenschicht und die Pflanzen auf den Felsvorsprüngen beeinträchtigt werden können.
Auf einer Hangterrasse südlich der Ravellen und oberhalb der Dorfsiedlung von Oensingen ist eine drei Hektar grosse national bedeutende Trockenwiese erhalten geblieben ([[Bundesinventar der Trockenwiesen und -weiden von nationaler Bedeutung]], Objekt SO 10641). Es ist eine artenreiche Magerwiese, wie sie an einigen Stellen am Jurasüdfuss unterhalb des Bergwaldes vorkommen und unter Schutz gestellt wurden.

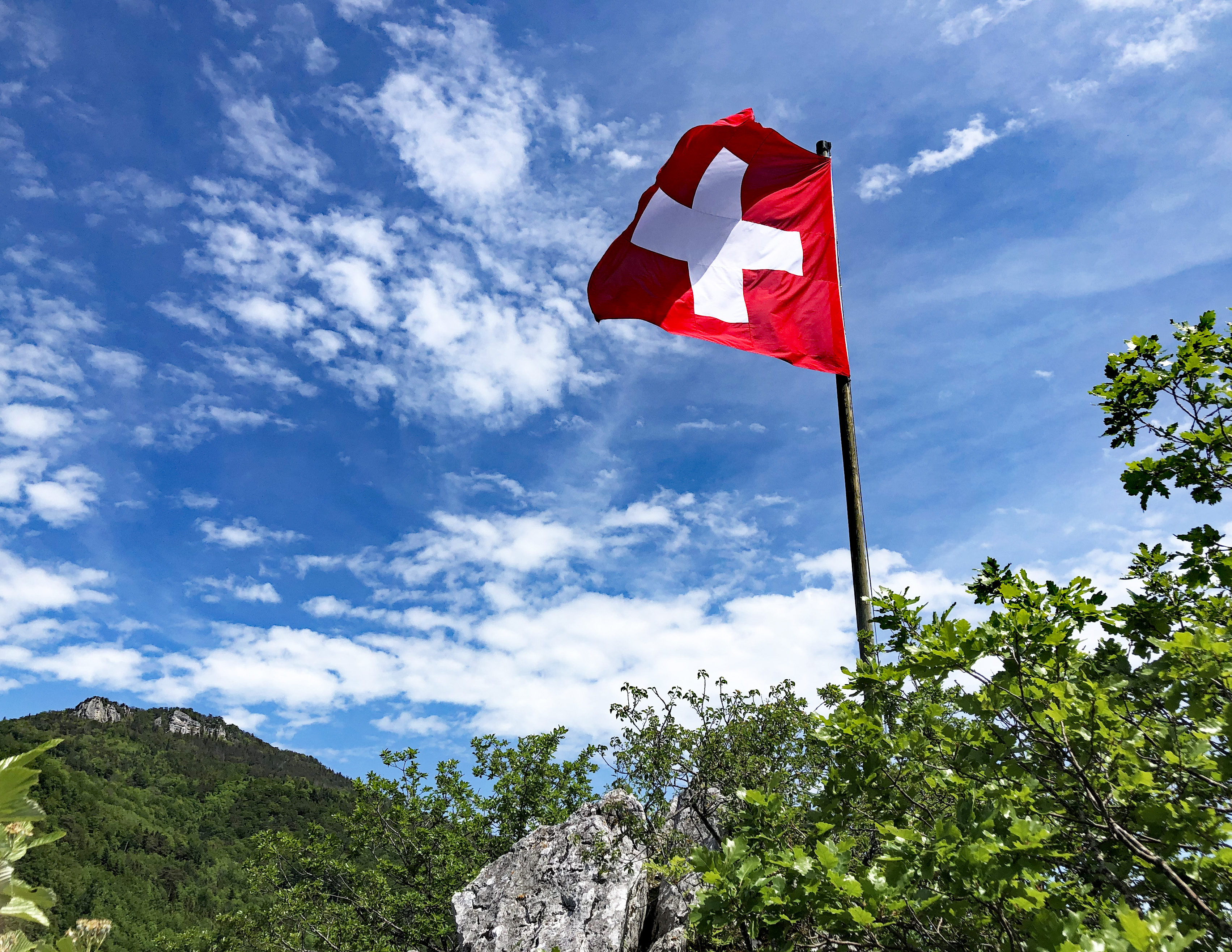
Schweizerfahne des RCO auf der Ravellenfluh, im Hintergrund links die Roggenfluh

## Feuerwerk auf der Ravellenfluh
Wie eine auffällige Theaterkulisse steht die Ravellenfluh hoch über dem Dorf Oensingen. Sie ist seit vielen Jahren Schauplatz eines traditionsreichen Sonnwendfeier-Feuerwerks. Alle drei Jahre brennen die beiden vor allem zu diesem Zweck bestehenden Vereine «Ravellenclub Oensingen» (RCO) und «Vogelherdclub Oensingen» (VCO) im Monat März zur Zeit der Sonnenwende koordiniert ein grosses Feuerwerk ab und der RCO zudem auch zahlreiche Höhenfeuer auf den Ravellen. Das vom RCO auf dem Felsen nordwestlich des Dorfes und vom VCO von einem Arbeitsplatz östlich der Neu-Bechburg im Flurgebiet Vogelherd präsentierte farbenprächtige Programm zieht jeweils ein grosses Publikum an. In der Nachfolge einer seit dem späten 19. Jahrhundert bestehendem Gruppierung richtete der 1922 gegründete Ravellenclub Oensingen auf der Gratkante der Anhöhe seit den 1930er Jahren eine lange Reihe von Feuerstellen ein, wo während der Dauer des Spektakels mehr als 30 Höhenfeuer brennen, die in der Dunkelheit die unverwechselbare Silhouette der Felsrippe markieren.

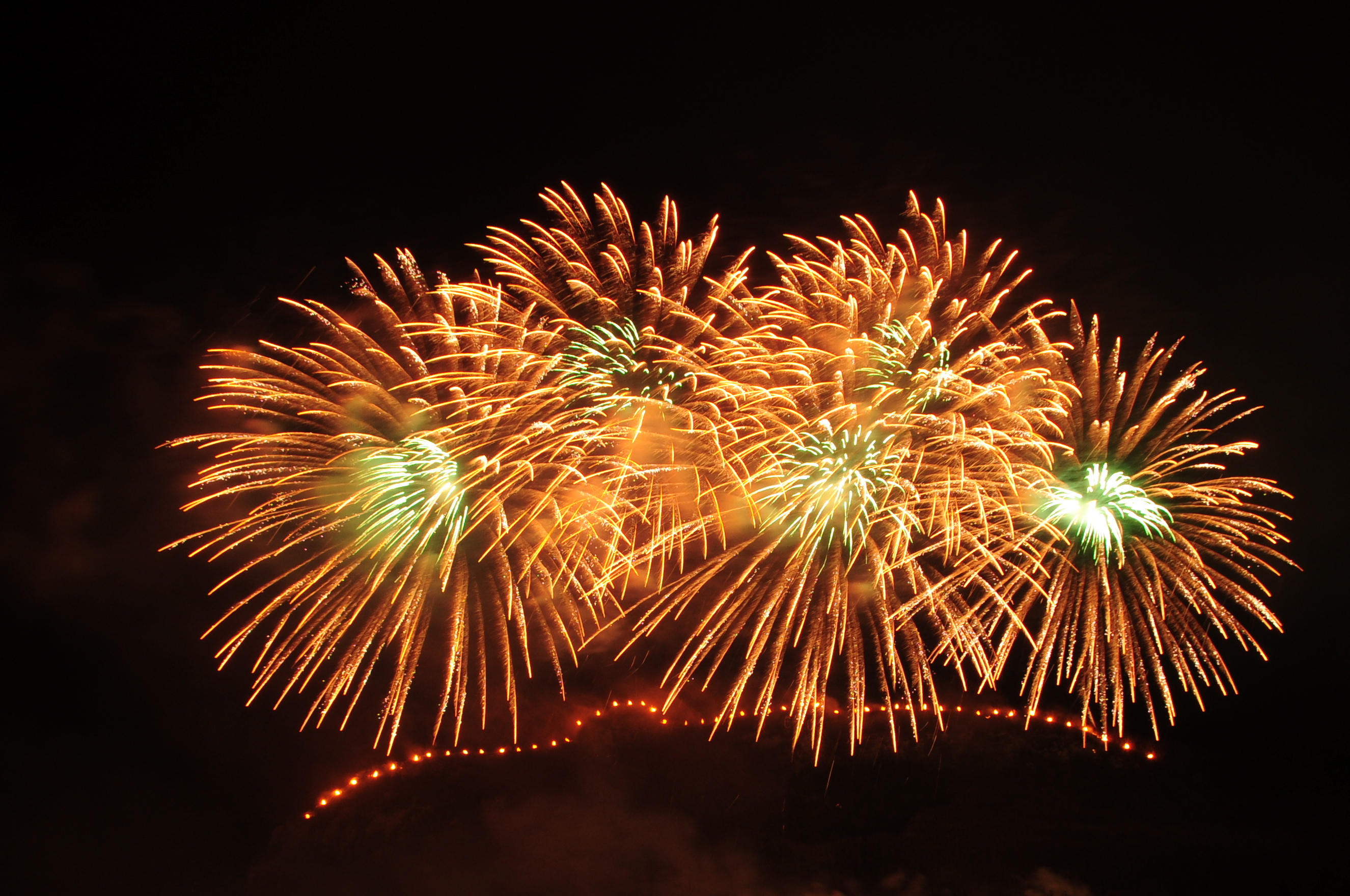
Linie von Höhenfeuern auf der Silhouette der Ravelle und Feuerwerk (2009)

Direkt unter dem Berggrat, den der RCO mit einem gut ausgebauten und gesicherten Fussweg erschlossen hat, besitzt der Verein eine Clubhütte, wo jeweils im Vorfeld und zum Feuerwerk die drei grossformatigen, beleuchteten Buchstaben R, C und O aufgestellt sind. Auf dem Berggipfel errichtete der RCO einen hohen Fahnenmast, wo er zu besonderen Anlässen die Schweizerfahne hisst. Für die Feuerplätze der Höhenfeuer wurde der Kalkfels mechanisch abgearbeitet, wobei an der besonderen Felsvegetation im Naturschutzgebiet grosser Schaden entstand. Die Feuerwehr hatte nach dem Abbrennen der Feuerwerkskörper 2023 kleine Waldbrände unter der Felsrippe zu löschen. Der Kanton Solothurn rügte 2023 die Auswirkung der Feuerwerks auf das geschützte Biotop.

## Schutzziele
Gemäss seinem Zweck definierte des Bundesinventar der Landschaften und Naturdenkmäler von nationaler Bedeutung auch für das BLN-Gebiet 1020 mehrere allgemeine Schutzziele. Es geht um die Erhaltung
- des landschaftlichen Charakters und der Silhouette der Ravellenflue sowie des Chluser Roggens und des Oensinger Roggens
- der geologischen und geomorphologischen Formen und Strukturen,
- der Vielfalt der Waldgesellschaften,
- des Mosaiks von Wald, Fels und Offenland und der Strukturelemente der Landschaft wie Wiesen, Weiden, Hecken, Einzelbäume und Sträucher,
- der trockenwarmen Lebensräume in ihrer Qualität und ökologischen Funktion sowie mit ihren charakteristischen Pflanzen- und Tierarten,
- einer standortangepassten landwirtschaftlichen Nutzung
- und der Neu-Bechburg sowie der Burg Alt-Falkenstein mit ihrem Umfeld.